# Inna Koczubej
Inna Ihoriwna Jehorowa-Koczubej (ur. 5 kwietnia 1982 w Kijowie) – ukraińska koszykarka występująca na pozycji rozgrywającej, reprezentantka kraju, po zakończeniu kariery zawodniczej trenerka koszykarska, obecnie trenerka Budiwelnyka Kijów.

## Osiągnięcia
Stan na 4 września 2016, na podstawie, o ile nie zaznaczono inaczej.
Drużynowe
- Mistrzyni Ukrainy (2008, 2010, 2011)
- Wicemistrzyni Ukrainy (2003–2005, 2009)
- Brązowa medalistka mistrzostw Ukrainy (2006, 2007, 2013)

Indywidualne
- MVP ligi ukraińskiej (2008 według eurobasket.com)
- Uczestniczka meczu gwiazd PLKK (2012)[4]
- Ukraińska Zawodniczka Roku ligi ukraińskiej (2008, 2009 według eurobasket.com)
- Najlepsza zawodnicza występująca na pozycji obrońcy ligi ukraińskiej (2008, 2009 według eurobasket.com)
- Zaliczona do:
  - I składu:
    - ligi ukraińskiej (2008, 2009 przez eurobasket.com)
    - Ukrainek ligi ukraińskiej (2008, 2009 przez eurobasket.com)

  - składu Honorable Mention Ligi Bałtyckiej (2013)
- Liderka w asystach ligi:
  - ukraińskiej (2009)
  - bałtyckiej (2013)

Reprezentacja
- Uczestniczka:
  - mistrzostw Europy (2009 – 13. miejsce, 2013 – 16. miejsce)
  - eliminacji do Eurobasketu (2005, 2007, 2011)